# Polleniopsis lata
Polleniopsis lata är en tvåvingeart som beskrevs av Zhong, Wu och Fan 1981. Polleniopsis lata ingår i släktet Polleniopsis och familjen spyflugor. Inga underarter finns listade i Catalogue of Life.